# Apologie der Confessio Augustana

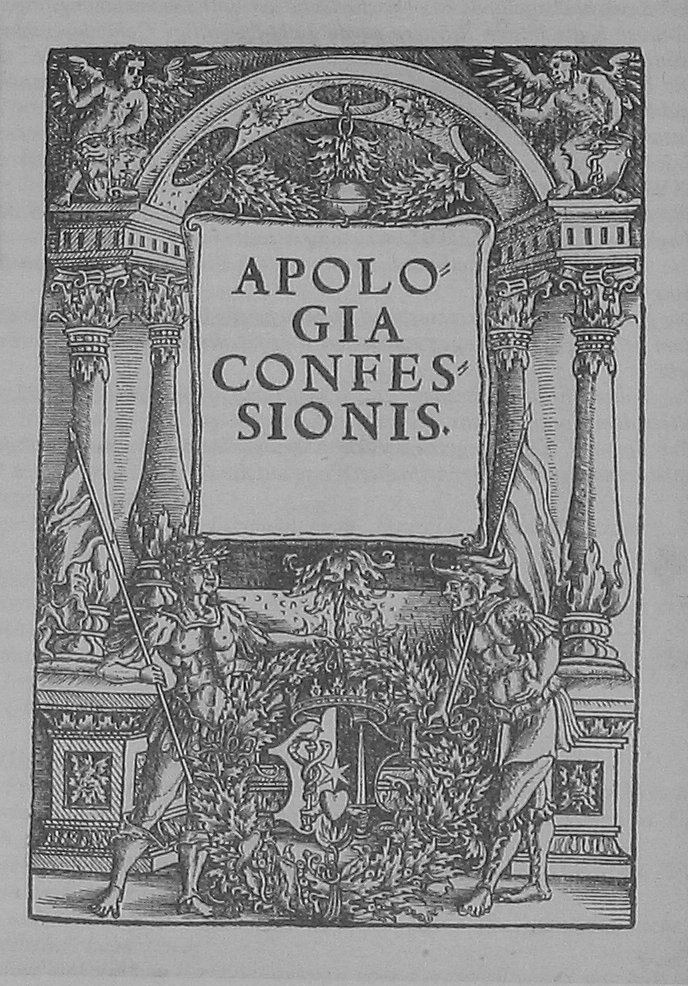
Titelseite der AC (1531)

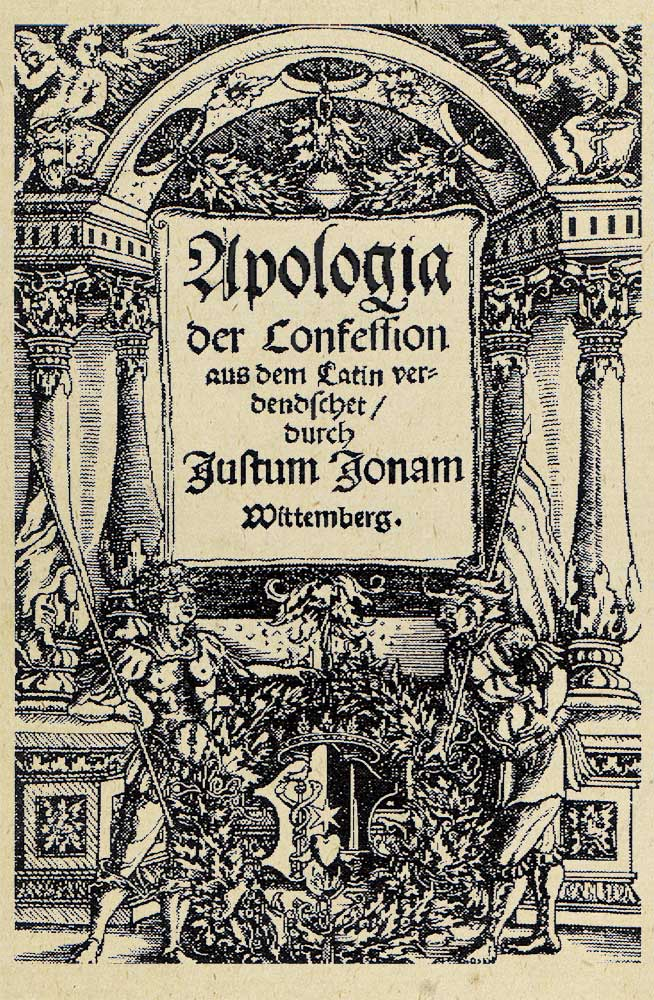
Titelbild der Apologie der Confessio Augustana in Deutsch von Justus Jonas dem Älteren

Die Apologie der Confessio Augustana (Abkürzung: AC; lat. Apologia Confessionis Augustanae) ist die Verteidigungsschrift der Confessio Augustana (CA) gegenüber den in der Confutatio Augustana vorgebrachten Argumenten der Katholiken. Federführend war Philipp Melanchthon, jedoch unter spürbarem Einfluss Martin Luthers.
Die AC sollte ursprünglich Kaiser Karl V. auf dem Augsburger Reichstag vorgelegt werden, wurde aber von diesem abgelehnt. Ihre Erstveröffentlichung erfolgte Ende April 1531.
Die AC wurde auf dem Schmalkaldischen Bundestag 1537 offiziell zur Bekenntnisschrift der Protestanten erklärt.

## Geschichte
Die Wurzeln der AC liegen in der sogenannten Augsburger Apologie, die dem Kaiser Karl V. am 22. September 1530 auf dem Augsburger Reichstag übergeben werden sollte, was von diesem aber abgelehnt wurde. Die Augsburger Apologie hatte von der Confutatio nur auf der Grundlage von Mitschriften Kenntnis, die bei der Verlesung der Confutatio auf dem Augsburger Reichstag von protestantischen Theologen angefertigt wurden.
Diese Augsburger Apologie wurde von Melanchthon bis Januar 1531 zum sog. „Vorentwurf“ ausgebaut, in der er auch ein schriftliches Exemplar der Confutatio berücksichtigen konnte. Jedoch kam es zur Verwerfung dieses Vorentwurfes durch Melanchthon.
Die Argumentationslinien sowohl der Augsburger Apologie als auch des „Vorentwurfes“ flossen in die Quartausgabe ein, die Ende April 1531 bei Georg Rhau als Doppelausgabe zusammen mit der CA verlegt wurde.
Es folgte im September die sogenannte Oktavausgabe, die v. a. in den Rechtfertigungsartikeln inhaltlich überarbeitet wurde. Sie sollte im Jahr 1584 die Quartausgabe aus dem lutherischen Konkordienbuch verdrängen mit der Begründung, dass sie den ursprünglicheren Text bieten würde und der lutherischen Lehre näher stehe.

## Inhalt
Die AC hat wie die CA dieselben 28 Artikel, welche jedoch wesentlich ausführlicher behandelt werden. Besonders die Artikel, die von der Rechtfertigungslehre handeln (Art. 4, 12, 20), waren erheblich im Umfang gewachsen: sie machen fast die Hälfte der gesamten AC aus.
Die AC wurde von Melanchthon ironisch als disputatio brevis („kurzes Streitgespräch“) bezeichnet, was sie mit 300 Druckseiten freilich nicht ist. Man kann sie eher als „theologische Abhandlung“ oder als „Kommentar“ bezeichnen.
Die AC geht entgegen den Vermutungen kaum auf die in der Confutatio vorgebrachten Argumente ein, sondern sie entwickelt eine Rechtfertigungslehre in Abgrenzung zu den jüngeren Scholastikern wie Gabriel Biel, die als Hauptgegner angegriffen werden. Ihr Tonfall ist ausgesprochen aggressiv, die Gegner werden als Gottlose und Fanatiker beschimpft und auch ausdrücklich verdammt. Die eigene Position wird des Öfteren als die keiner Argumentation bedürfende, verständliche und klare Lehre dargestellt.